# Jan Jiskoot
Jan Jiskoot   (Dordrecht, 3 de març de 1940) és un nedador neerlandès, ja retirat, que va competir durant la dècada de 1960.
En el seu palmarès destaquen dues medalles al Campionat d'Europa de natació de 1962, de plata en els en els 400 metres estils i de bronze en els 4x100 metres estils. També va guanyar catorze campionats nacionals: un en els 100 metres lliures (1966), dos en els 100 metres esquena (1960, 1961), cinc en els 100 metres papallona (1962 a 1966), un els 200 metres papallona (1963) i cinc en els 400 metres estils (1962 a 1966). Va establir més de 20 rècords nacionals en diverses proves d'esquena, papallona i estils. El 18 de setembre de 1962 fou el primer nedador europeu en baixar del minut en els 100 metres papallona.
El 1960 va prendre part en els Jocs Olímpics d'Estiu de Roma, on va disputar dues proves del programa de natació. Quedà eliminat en sèries en la prova dels 100 metres esquena, mentre en els 4x100 metres estils fou vuitè. Quatre anys més tard, als Jocs de Tòquio, va disputar quatre proves del programa de natació. Destaca la sisena posició aconseguida en els 400 metres estils.